# 窪田健策
窪田 健策（くぼた けんさく、1977年10月7日 - ）北海道伊達市出身の作曲家。NSP楽曲制作部所属。

## 音楽活動
- 月鈴子書房（2013年 - ）[2]
- PecoDeRubo OrkestrO（ペコデルボ＝オルケストロ）（2014年 - ）

### 演劇舞台
- 『三十歳のほとんど』（2013年）

### 短編映画
- 狐に小豆飯（2008年） 太田真博監督- 主演 近江谷太朗
- ドリブラー（2009年） 太田真博監督- 主演 滝藤賢一
- 停泊父子（2010年） 太田真博監督- 主演 滝藤賢一
- Lady Go（2010年）太田真博監督 山形国際ムービーフェスティバルグランプリ受賞[3]
- Electric Kiss（2011年）工藤渉監督
- モーメント（2013年）金井純一監督

### 長編映画
- モルエラニの霧の中（2020年）坪川拓史監督
- 「エス」（2024年）太田真博監督